# Смерть скнари (картина Босха)
«Смерть скнари» — картина нідерландського художника Ієроніма Босха.

## Короткий опис
Надто видовжений вертикальний формат і діагональна побудова композиції надають картині схожість із вівтарною стулкою. За розміром вона збігається зі складеними разом «Човном дурнів» і «Алегорією ненажерливості», тож цілком могла бути зовнішньою стороною іншої, парної до них стулки. Всі ці картини за контрастом доповнюють одна одну — із витонченою винахідливістю у них розкрита тема людської гріховності, що дозволяє «реконструювати» сюжет триптиха «Сім смертних гріхів», який колись їх поєднував.
На картині зображена вузька і висока спальня, у відчинені двері якої вже зазирає Смерть. Ангел-охоронець підтримує помираючого і намагається звернути його погляд до розп'яття у віконній ніші, однак чоловік цілком зайнятий помислами про ті матеріальні статки, з якими йому доведеться розлучитися. Однією рукою він машинально тягнеться до мішка із золотом, який простягає йому біс, що висунувся з-під покривала. Інший біс із ледь позначеними крилами сперся на бар'єр з перекинутою через нього червоною мантією і притуленим до нього лицарським мечем — те й те має вказувати на владу і високе положення, які також втрачає людина, коли переходить в інший світ.
Композиція картини служить своєрідною ілюстрацією до популярної у XV ст. богословської книги «Ars moriendi» («Мистецтво вмирати»), яка неодноразово перевидавалася в Нідерландах і Німеччині. У цьому маленькому «посібнику» описуються спокуси, якими помираючому докучає легіон бісів, що збирається біля смертного ложа, і те, як його ангел-охоронець щоразу дає йому розраду і сили протистояти їм. У книзі перемогу здобуває ангел — тріумфуючи, він якраз і підносить душу до Неба, у той час як диявольська рать у безсилій люті завиває внизу. На картині Босха результат цієї битви ще далеко не вирішений.
Сцена смерті відсунута на задній план, а ближче до глядача зображений ще один скнара похилого віку: опускаючи правою рукою монети у грошову скриню, він лівою, яка спирається на костур, стискає чотки. Сусідство епізодів, що зазвичай зображувалися окремо, ймовірно покликане акцентувати для глядача питання вибору життєвого шляху. Недарма у скрині і під нею кубляться диявольські монстри.
У Луврі зберігається малюнок Босха з такою ж назвою. Він майже повністю повторює композицію картини. Цей завершений твір навряд чи був ескізом до картини, він, радше, з'явився при її адаптації у гравюру. Зміна формату відбилася на компонуванні атрибутів переднього плану — лицарські обладунки перемістилися праворуч.